# 카카두두나트
카카두두나트(Sminthopsis bindi)는 주머니고양이목 주머니고양이과에 속하는 유대류의 일종이다. 1994년에 기술되었고, 가장 가까운 근연종은 카펀테리아두나트이다. 일반적으로 몸길이는 50~85mm, 꼬리 길이는 60~105mm이고 전체 몸길이는 110~190mm 사이이며 몸무게는 10~25g으로 두나트 중에서 중간 크기에 속한다. 상체는 회색빛의 생강 빛을 띠고, 배 아래쪽 발 부위는 희다.
오스트레일리아 노던 준주의 톱엔드 지역의 카카두 국립공원에 분포하며, 서식 지역으로 바위 산림 지역의 구릉 지대를 선호한다. 무리 생활이나 번식 습성 등에 대해서는 잘 알려져 있지 않고 연구가 많이 이루어지지 않았지만, 건기에 번식을 하며 땅을 파는 습성을 가진 것으로 추정하고 있다.
먹이는 곤충을 포함한 절지동물로 추정하고 있다.